# Tornyospálca
Tornyospálca község Szabolcs-Szatmár-Bereg vármegyében, a Kisvárdai járásban.

## Fekvése
A vármegye és egyben a Nyírség északkeleti részén fekszik. A környező települések közül Jéke 7,5, Kisvárda 12, Kékcse 18,5, Tiszakanyár 24 kilométer távolságra található.
A közvetlen szomszédos települések: észak felől Mándok, kelet felől Mezőladány és Újkenéz, délkelet felől Aranyosapáti, dél felől Nyírlövő, délnyugat felől Pap, nyugat felől pedig Jéke és Fényeslitke. Északnyugat felől a legközelebbi település Tuzsér, de közigazgatási területeik nem érintkeznek.
Három különálló külterületi településrésze Ricsika-tanya, László-tanya és Pusztaújfalu vagy Pusztaújfalu-tanya; utóbbi a központjától légvonalban közel 8 kilométerre délre található.

### Megközelítése
Központján a 4111-es út halad keresztül, ezen érhető el Kisvárda és Mezőladány felől is. Határszélét keleten érinti még a 4115-ös út is. Pusztaújfalu csak alsóbbrendű, számozatlan utakon érhető el (temetője a közigazgatási terület déli határvonalánál húzódó 4109-es út mellett található).
Vonattal elérhető a Mátészalka–Záhony-vasútvonalon. Tornyospálca vasútállomás a település keleti részén helyezkedik el, nem messze a 4111-es út vasúti keresztezésétől, közúti elérését az abból kiágazó 41 315-ös számú mellékút biztosítja.

## Etimológia
Nevének második tagja a magyar honfoglalás előtt itt élt szláv (szandomierzsi) törzsek névadásából származik. A „pálica” szó, melyből a pálca szó eredeztethető, botot, harci buzogányt, hatalmi jelvényt jelent. A középkorban használatos Palcza, Palchia, Pácza, Páltza névalakhoz 1793-tól a Tornyos előtag járult, mely a falu egykori fatornyára utal. Ez látható a falu 1696-ból való pecsétnyomóján, illetve napjaink címerében is.

## Történelme
A falu orsó alakban az egykori vízállás köré épült, középen közrefogva a mai református templom elődjét. A település határában számos kő és bronzkori lelet került napvilágra, a „Sírkutgaz” nevű területről például tokosbalta és bronz kard.
Nevét 1212-ben említik először oklevelekben. A középkorban a Bánffy majd a Losonczi család tulajdonában volt a 15-20 jobbágytelekből álló falu. A 18. századtól a Forgách grófi család birtoka volt egészen a 20. századig.
A falu máig élő kuruc hagyományokkal rendelkezik. II. Rákóczi Ferenc 1706-ban 9 napot (január 3--11.) töltött a községben, sok helybeli, kiknek nevét is ismerjük, beállt Esze Tamás ezredébe.
Az 1848–49-es forradalom és szabadságharcban igen jelentős számú tornyospálcai honvéd és tiszt harcolt.
Az első világháborúban 50 katona halt hősi halált. Emlékükre 1923-ban Felső-Szabolcs legelső hősi emlékművét emelte közadakozásból a falu. A második világháború végén több mint félszáz hősi halottját gyászolta a község; az elhunytak nevét az első világháborús emlékműre vésték fel.
A szovjet csapatok 1991-es kivonulásakor Tornyospálcán katonai rakodóbázist létesítettek, ahol a normál nyomtávú magyar szerelvényekből a széles nyomtávú szovjet vagonokba pakolták át a harcászati eszközöket, szállítójárműveket, valamint a lebontott szovjet laktanyák épületelemeit.

### Vallástörténet
Hosszú időn át itt volt Felső-Szabolcs esperesi központja. A település lakossága túlnyomó részt református vallású, de élnek itt kis számban görögkatolikusok és katolikusok is. 1797-ben nagyobb számú görög és római katolikus magyar, rutén illetve roma származású telepeseket hozatott a Felvidékről, illetve Kárpátaljáról gróf Forgách József földesúr. Ezek leszármazottai ma is az ún. „Tót-véget” lakják. A mai görögkatolikus templom helyén korábban fából készült templom állt. Az új, ma is álló templom 1806 és 1816 között épült. A templom körül 1853-ig szintén temetőkert volt. A katolikus kápolna 1928-ban épült.
Zsidó vallásúak az 1700-as évek óta élnek a községben. A falu zsinagógáját 1963-ban lebontották. Több mint félszáz embert hurcoltak el 1944-ben a holokauszt haláltáboraiba. Az ősi zsidó temető ma is megtalálható.

## Közélete

### Polgármesterei
- 1990–1994: Badó János (független)[6]
- 1994–1998: Orgoványi Balázs László (független)[7]
- 1998–2002: Legény Miklós (FKgP)[8]
- 2002–2006: Legény Miklós (független)[9]
- 2006–2010: Lukácsi Attila László (független)[10]
- 2010–2014: Lukácsi Attila László (független)[11]
- 2014–2019: Lukácsi Attila László (független)[12]
- 2019–2024: Lukácsi Attila László (független)[13]
- 2024– : Lukácsi Attila László (független)[1]

## Népesség
A település népességének változása:
| Lakosok száma | 2655 | 2665 | 2770 | 2645 | 2279 | 2287 | 2228 |
|               | 2013 | 2014 | 2015 | 2021 | 2022 | 2023 | 2024 |

2001-ben a település lakosságának 93%-a magyar, 7%-a cigány nemzetiségűnek vallotta magát.
A 2011-es népszámlálás során a lakosok 92,5%-a magyarnak, 5,1% cigánynak, 0,4% ukránnak mondta magát (7,5% nem nyilatkozott; a kettős identitások miatt a végösszeg nagyobb lehet 100%-nál). A vallási megoszlás a következő volt: római katolikus 16,8%, református 39%, görögkatolikus 31,5%, felekezeten kívüli 1,2% (10,8% nem válaszolt).
2022-ben a lakosság 92,8%-a vallotta magát magyarnak, 7% cigánynak, 0,6% ukránnak, 0,1-0,1% németnek és ruszinnak, 1,4% egyéb, nem hazai nemzetiségűnek (7,2% nem nyilatkozott; a kettős identitások miatt a végösszeg nagyobb lehet 100%-nál). Vallásuk szerint 11,1% volt római katolikus, 35,4% református, 26,8% görög katolikus, 0,8% egyéb keresztény, 2,7% felekezeten kívüli (22,9% nem válaszolt).

## Oktatás
Igen gazdag a község iskolatörténete. Már az 1600-as években működött református iskola Szőllősi István oskolamester irányításával. A községben 1948-ig három felekezeti fenntartású iskola volt. 1961-ben épült az L alakú, ma is meglévő iskolaszárny, mely 1978-ban egy újabb tömbbel, benne tornateremmel bővült. Jelenleg[mikor?] 130 tanuló jár az iskolába. A község gazdag tárgyi emlékei az iskola 770 darabos helytörténeti gyűjteményében látható. Az előkertben országosan is egyedülálló füvészkert található.
A község óvodája 1941-től működik, jelenleg[mikor?] két helyen.

## Gazdaság
Az első termelőszövetkezet 1949-ben alakult Lenin néven. 1961-ben lett újra „termelőszövetkezeti község” Tornyospálca, s a szövetkezet II. Rákóczi Ferenc nevét vette fel. 1972-től Agárdy Béla elnök vezetésével országos sikereket ért el a szövetkezet. Tevékenysége révén 1976 és 1980 között négyszer lett országosan kiváló gazdaság. 1992-ben a rendszerváltás utáni politikai túlfűtöttségben a szövetkezetet felszámolták. Jelenleg több kisebb-nagyobb földterületen gazdálkodnak a helybeliek. Főként az almatermesztés játszik szerepet, a falu határában közel másfél millió almafa található, de más gyümölcsöket is termesztenek.

## Kultúra
Több író és költő köthető Tornyospálcához. Így Turjay László, Hideg József, Rusznák Imre, Dabas Tibor, Agárdy Sándor Mihály, Ferku Imre, Fazekas-Takács Zsuzsa, Agárdy Sándor. Gazdag a község zenei néphagyománya is. Gyüre János református kántortanító a 19. század végén több száz helyi babonát is felkutatott.[forrás?]
Tornyospálcáról származik Polyán József humorista, a Showder Klub egyik felfedezettje.

## Nevezetességei
Legrégebbi építészeti emléke a mai református templom, mely jelen ismereteink szerint a huszita időkben, a 15. században téglából épült. A templom körül 1951-ig temetőkert volt. Részletes műemléki feltárása folyamatban van. A református egyház értékes szertartási tárgyakat őriz, melyek közül kiemelkedik az 1635-ben Mikó Benedek által adományozott, de valójában 15-16. századi úrvacsorai kehely.
Több régi lakóház áll még a községben. A református temetőben még közel félszáz régi, szellőrózsa motívumos fejfa található.
A faluban 7 emlékmű és 8 emléktábla található, melyek a múlt emlékei, értékei iránti elkötelezettségről tanúskodnak.

## Külső hivatkozások
- Tornyospálca honlapja